# Acanthaster

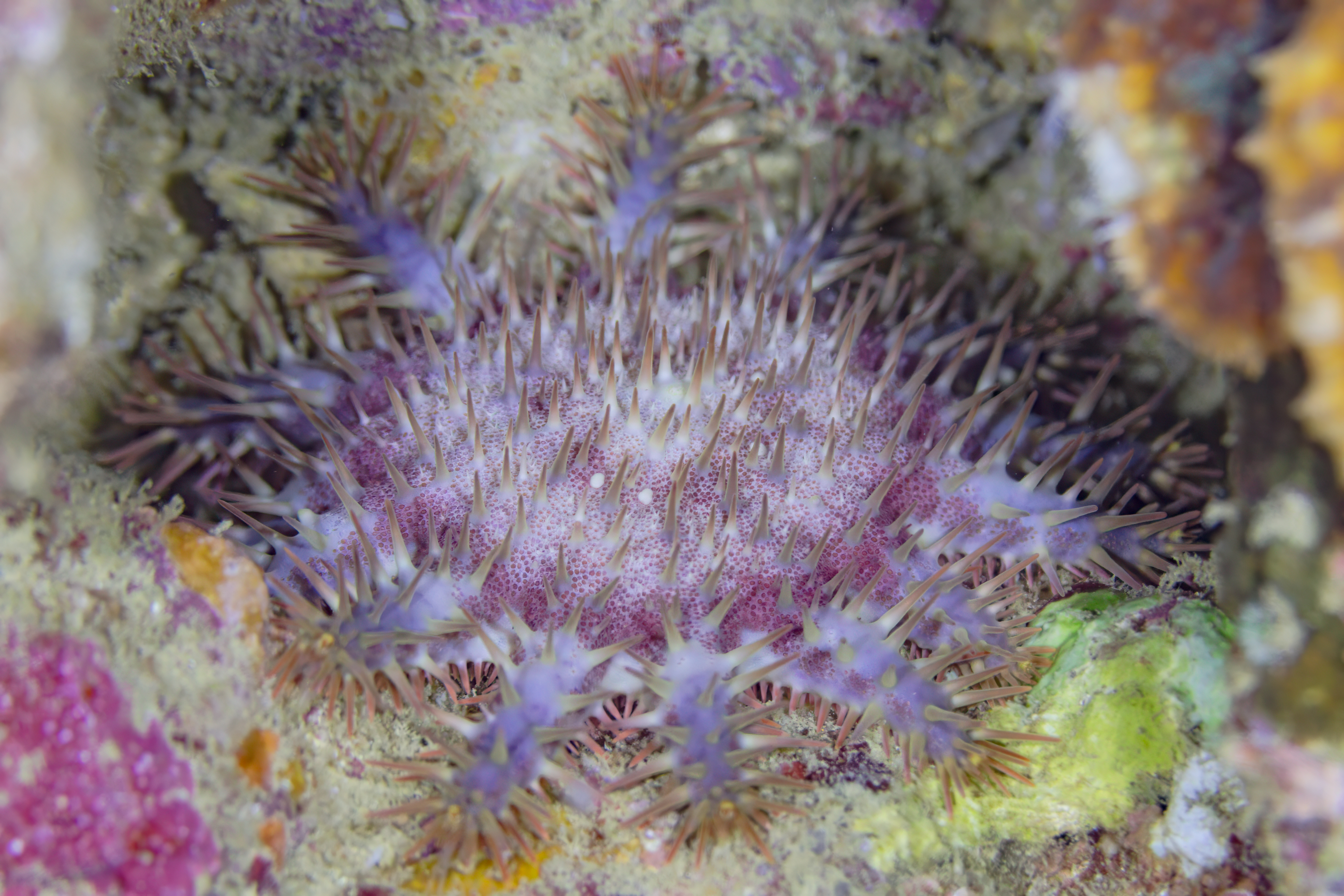
Acanthaster planci en Anilao, FIlipinas.

Acanthaster, del griego clasico ἄκανθος (ákanthos), "espina", y ἀστήρ (astḗr), "estrella", es el único género asteroideo de la familia Acanthasteridae, en el orden Valvatida.

## Características
El disco es grande. Los radios son numerosos. El esqueleto es reticulado, y está provisto de varias espinas aisladas. La superficie del cuerpo está cubierta con una membrana que tiene gránulos calcáreos. Las zonas interbraquiales presentan placas y espinas desarrolladas. La superficie abactinal está bien desarrollada, formada por placas dispuestas en series longitudinales; constituye una red o malla irregular, más o menos amplia; las placas tienen espinas aisladas o en grupos, nunca dispuestas en forma de abanicos. Las placas marginales son poco aparentes. Las placas orales son pequeñas, de forma triangular (ángulo agudo). Los surcos ambulacrales son anchos. Los pedicelarios son rectos formados por dos valvas pequeñas. Los pies ambulacrales presentan ventosas. Tiene múltiples madreporitas.

## Especies
Se reconocen las siguientes:
- Acanthaster brevispinus Fisher, 1917
- Acanthaster planci (Linnaeus, 1758)
- Acanthaster solaris (Schreber, 1793)